# گوچی (دهکده)
 گوچی دهکده کوچکی است از توابع بخش کوخرد شهرستان بستک در غرب استان هرمزگان در جنوب ایران واقع شده‌است.
گرنهٔ  مشهور   گوچی که  در ارتفاعات کوه زیر  قرار دارد، و پیچهای خطرناک آن در مسیر جاده ارتباطی شهرستان بستک به شهرستان بندر لنگه  از کنار این روستا می‌گذرد. (عکس روبرو)...

## جمعیت
این روستا در دهستان کوخرد  قرار داشته و براساس سرشماری سال ۱۳۸۵جمعیت آن  ۳۳نفر (۵خانوار) بوده است.

## فهرست منابع و مآخذ
- محمدیان، کوخردی، محمد، «شهرستان بستک و بخش کوخرد»، ج۱. چاپ اول، دبی: سال انتشار ۲۰۰۵ میلادی.
- الکوخردی، محمد، بن یوسف، (کُوخِرد حَاضِرَة اِسلامِیةَ عَلی ضِفافِ نَهر مِهران Kookherd, an Islamic District on the bank of Mehran River) الطبعة الثالثة، دبی: سنة ۱۹۹۷ للمیلاد.
- مهندس:، حاتم، محمد ، غریب“ «تَاریخْ عَرَب الّهْولَة Huwala Arab History » “، دولة الکویت، ج۱. چاپ سوم، القاهرة، مصر ، دار‌الأمین للطباعة والنشر والتوزیع، ۸ شارع أبوالمعالی، سال انتشار ۱۹۹۷ میلادی، Engineer: Mohammed gharhb Hatem , third edition : Egypt (Cairo),1997 & 2013
- محمد، صدیق    «تارخ فارس»   صفحه‌های (۵۰  ـ  ۵۱  ـ ۵۲  ـ ۵۳)، چاپ سال ۱۹۹۳ میلادی.